# Borussia Dortmund
Ballspielverein Borussia 09 e. V. Dortmund (kortweg Borussia Dortmund of BVB) is een Duitse voetbalclub uit Dortmund, Noordrijn-Westfalen. De club heeft ook een handbal- en tafeltennisafdeling. De club speelt in het grootste stadion van de Bundesliga, het Signal Iduna Park (Westfalenstadion) De clubkleuren zijn zwart-geel. De aartsrivaal van Dortmund is FC Schalke 04, uit het nabijgelegen Gelsenkirchen. Onderlinge wedstrijden staan bekend als de Revierderby. Tegenwoordig is FC Bayern München ook een rivaal van Dortmund. De wedstrijden tussen deze beide rivalen staan bekend als Der Klassiker. De club won acht landstitels en was in 1966 de eerste Duitse club die een Europese beker wist te winnen. In 1997 won de club ook de UEFA Champions League en de wereldbeker voor clubteams. Wanneer het aankomt op bezoekersaantallen per thuiswedstrijd, behoren ze consistent tot de top met het hoogste gemiddelde aantal toeschouwers.

## Geschiedenis

### Beginjaren
De club werd opgericht op 19 december 1909. Aan het begin van de oprichtingsvergadering was er nog geen naam voor de nieuwe club. Er werd voor Borussia gekozen, volgens sommigen naar de nabijgelegen Borussiabrouwerij, maar het zou ook om de Latijnse benaming van Pruisen kunnen gaan omdat in vele Pruisische steden er wel een voetbalclub is met die naam. Het duurde een hele tijd voor Dortmund de topclub werd die het nu is. In de begindagen stond de club in de schaduw van stadsrivalen Dortmunder SC 1895, VfB Dortmund 1897, Alemannia 05 Dortmund en BV 04 Dortmund.
Er bestond al in de begindagen ook een atletieksectie bij de club, die toen nog voluit bekendstond als BV Borussia 09 Dortmund. Op 19 juni 1910 sloot de atletieksectie zich bij de West-Duitse bond aan. De voetbalafdeling volgde op 3 december. De atletieksectie diende als een Trojaans paard, er waren in die tijd zoveel voetbalclubs dat de bond regelmatig een stop inlaste voor nieuwe leden. Omdat de atletieksectie al lid was kon de voetbalafdeling ook probleemloos lid worden. De eerste officiële wedstrijd van de club werd gespeeld op 15 januari 1911 en werd met 9-3 gewonnen van VfB Dortmund 1897. Vanaf september 1911 werd de club opgenomen in de competitie. De club startte in de C-klasse, de laagste reeks, en werd daar meteen kampioen. In de zomer van 1912 sloten de clubs Rhenania, Britannia en Deutsche Flagge zich bij Borussia aan. De club veranderde de blauw-wit-zwarte kleuren nu naar zwart-citroengeel. In 1914 werd de club kampioen in de B-klasse, echter werd de verdere groei van de club bemoeilijkt door het uitbreken van de Eerste Wereldoorlog. Hierdoor werd de Ruhrcompetitie in meerdere reeksen onderverdeeld en zo speelde de club in 1916/17 in de hoogste reeks. Het district Dortmund was in twee reeksen verdeeld en Borussia werd derde in groep 2 achter SuS Alemannia 05 en Östlicher SV. Vanwege de oorlog moest de club echter de activiteiten voor jaren staken. Negen van de achttien stichtende leden van de club sneuvelden in de oorlog. In 1918/19 nam de club opnieuw deel aan het kampioenschap en werd weer derde. Na dit seizoen werd er opnieuw gevoetbald zoals voor de oorlog en was er één competitie waardoor Borussia terug naar de tweede klasse moest. Na een tweede plaats werd de club kampioen in 1921, in de eindronde om promotie ging de club echter de boot in tegen SV 08 Dortmund. In 1923 werd de speelwei uitgebreid naar een stadion voor 10.000 toeschouwers. Na de vicetitel in 1926 promoveert de club weer naar de hoogste klasse. Samen met SV Langendreer 04 eindigde de club daar echter op de laatste plaats en degradeerde. Een onmiddellijke terugkeer zag Borussia aan de neus voorbij gaan door een tweede plaats.
Door een competitiehervorming verzeilde de club in 1929 zelfs in de derde klasse, na één jaar kon de club wel weer promoveren. In 1932 werd de club kampioen, maar slaagde er niet in te promoveren. Het volgende seizoen verloor de club weer een testwedstrijd om de titel tegen Arminia 08 Marten.

### Gauliga
In 1933 kwam de NSDAP aan de macht in Duitsland en de West-Duitse bond werd ontbonden. De acht competities werden vervangen door drie Gauliga's. Geen enkele club uit Dortmund kon de afgelopen jaren haar stempel drukken op de competitie, de overheid besloot een topclub te vormen door Dortmunder SC 95 en de Sportfreunde te fuseren. Dit project mislukte, daar de club meteen degradeerde uit de Gauliga Westfalen. Later werd deze fusie ontbonden en Dortmund had twee jaar lang geen club op het hoogste niveau. Na de titel van Borussia in de Bezirksklasse in 1936 kwam daar verandering. Borussia was nu voor het eerst de beste club van de stad en werd meteen derde in de competitie. De club verhuisde van het noordoosten van de stad naar een nieuw stadion (Stadion Rote Erde) in het zuiden van de stad. In de Tschammerpokal, de voorloper van de DFB-Pokal, bereikte de club de kwartfinale en werd zo ook voor het eerst op nationaal niveau bekend, Waldhof Mannheim schakelde de club uit. Het volgende seizoen werd de club vicekampioen, achter Schalke 04 dat de Gauliga domineerde en elk seizoen kampioen werd. Na nog een derde plaats in 1938/39 werd de club voorlaatste het volgende seizoen en werd enkel maar gered doordat de competitie met twee clubs uitgebreid werd. Borussia herstelde zich met een vierde en tweede plaats de volgende seizoenen. In de laatste twee seizoenen werd de club zesde en derde.

### Bloeiperiode
De eerste successen boekte Borussia Dortmund in de jaren vijftig. Na enkele malen districtskampioen geworden te zijn, werd in 1956 in een finale tegen Karlsruher SC voor de eerste maal het landskampioenschap behaald. Dat werd een jaar later herhaald en dat nog wel met exact hetzelfde elftal dat een jaar eerder de titel won.
In 1963 was Borussia de laatste Duitse landskampioen voor de invoering van de Bundesliga. In het volgende jaar werd de halve finale van de Europacup I bereikt, maar daarin werd van Internazionale verloren. In 1966 was het Europees wel raak, de Europacup II werd gewonnen tegen Liverpool.
Daarna ging het bergafwaarts met de club, uitmondend in een degradatie in 1972. In 1976 werd er weer gepromoveerd, maar in de jaren tachtig bleef het vechten tegen degradatie.
De jaren negentig waren het topdecennium voor Borussia. In 1989 won de club al de DFB-Pokal in een finale tegen Werder Bremen. Maar in 1991 werd de onbekende trainer Ottmar Hitzfeld aangesteld. Hij had al meteen succes, want dat jaar werd Dortmund bijna kampioen. In 1995 was het dan wel zover, met spelers als Jürgen Kohler en Andreas Möller. Na het kampioenschap van het jaar daarop, behaalde Borussia in 1997 zijn grootste prijs. In de halve finale van de Champions League werd eerst Manchester United verslagen en in de finale won Dortmund van Juventus.
In 2000 werd Borussia als eerste Duitse voetbalclub op de beurs gezet. In 2002 werd nog een keer verrassend het kampioenschap gewonnen, nadat Bayer Leverkusen drie rondes voor het eind van de competitie nog 5 punten voor lag. In dat jaar werd ook de finale van de UEFA Cup bereikt, maar Borussia verloor toen van Feyenoord.

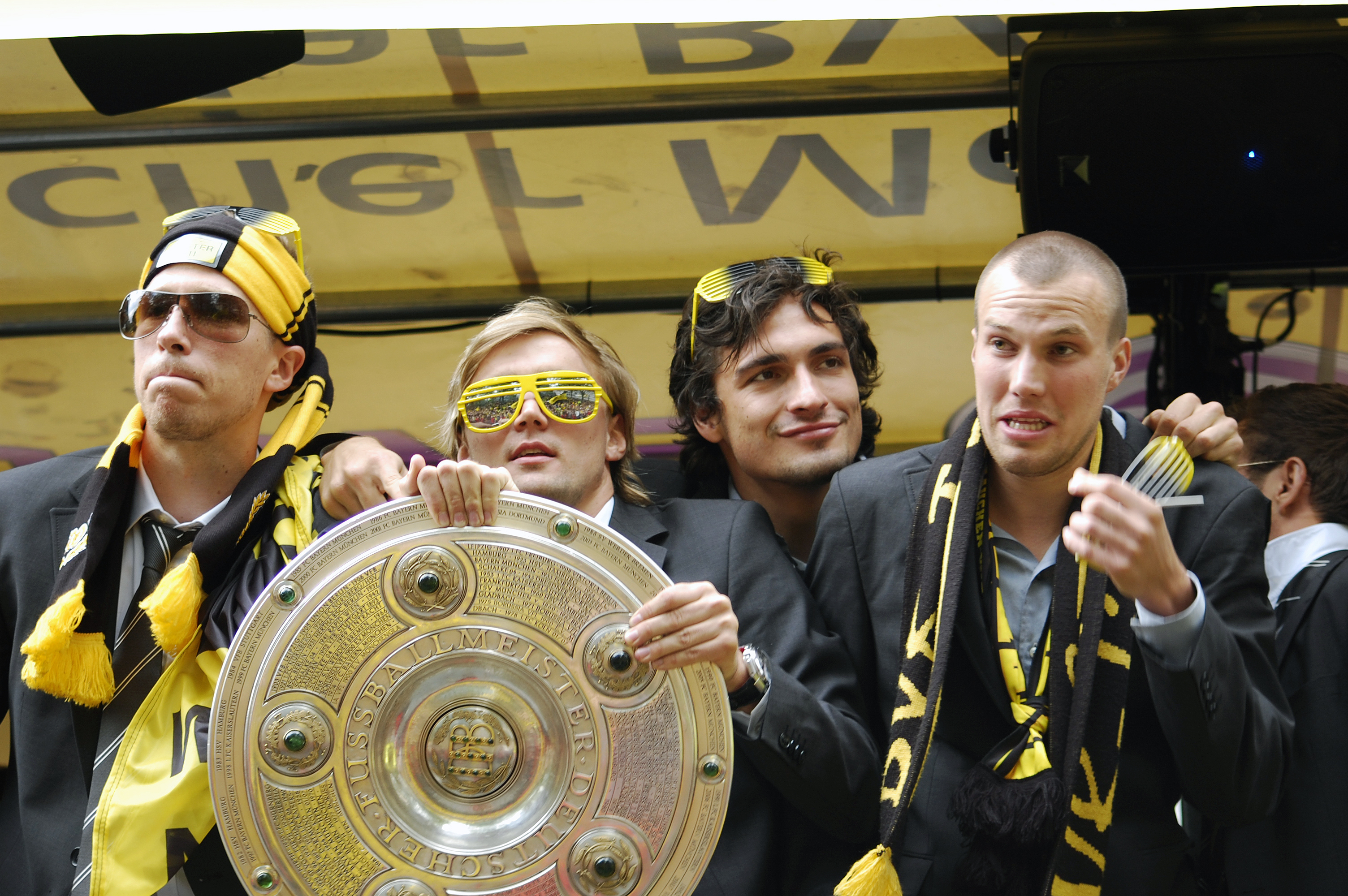
Borussia Dortmund-spelers vieren het winnen van de Bundesliga in 2011

In 2004 kwam Bert van Marwijk als trainer over van Feyenoord. Maar de club had grote schulden en kon zich dus niet met de top meten. Er moest in 2005 zelfs nog even voor degradatie gevreesd worden. Op 18 december 2006 gingen Van Marwijk en de club uit elkaar. Hij werd opgevolgd door Jürgen Röber, die op 12 maart 2007 weer vertrok. Nadien werd Thomas Doll aangesteld, die daarvoor ontslagen was bij Hamburger SV. Onder Doll werd in 2008 de finale bereikt van de DFB-Pokal, die na verlenging met 2-1 werd verloren van Bayern München. Doordat Bayern ook kampioen werd, mocht Dortmund voor het eerst in vijf jaar weer Europees voetbal spelen.
Nog voor de start van het nieuwe seizoen 2008/09 werd Doll bedankt voor bewezen diensten, en werd de jonge trainer Jürgen Klopp aangesteld. Klopp had tot dan 19 jaren bij FSV Mainz gewerkt als speler en daarna als trainer. Ondanks het magere seizoen 2007/08, dat op de 13e plaats werd afgesloten, bleven de fans hondstrouw en werden weer bijna 50.000 seizoenkaarten verkocht. Het gemiddelde toeschouwersaantal lag ook vorig seizoen weer ruim boven de 74.000 per thuiswedstrijd, waar de bekende Südtribune (26.000 staanplaatsen) een echte Gelbe Wand vormt. De sfeer is in heel Duitsland en ver daarbuiten bekend.
In het seizoen 2012/13 haalde de ploeg de finale van de Champions League (op 25 mei 2013 in het Wembley Stadium). In de poule eindigde de ploeg als eerste, voor Real Madrid, Ajax en Manchester City, waarna in de knock-outfase achtereenvolgens werd afgerekend met Sjachtar Donetsk, Málaga en wederom Real Madrid. In de finale was landgenoot Bayern München echter met 2-1 te sterk door een goal van Arjen Robben in de 89e minuut. Ook in de Bundesliga eindigde Dortmund achter Bayern München op de tweede plaats.
In het seizoen 2016/17 verzekerde Borussia Dortmund zich van directe plaatsing voor de UEFA Champions League door op de slotdag van de Bundesliga met 4-3 te winnen van Werder Bremen. De ploeg van trainer-coach Thomas Tuchel eindigde door die overwinning op de derde plaats en daarmee boven 1899 Hoffenheim, dat niet verder kwam dan een 0-0 gelijkspel tegen Augsburg. In de slotfase van het duel tegen Werder Bremen kroonde aanvaller Pierre-Emerick Aubameyang zich vanaf de strafschopstip tot topscorer van de Bundesliga. Met 31 treffers maakte hij er één meer dan Robert Lewandowski van Bayern München.
Borussia Dortmund bleek in het seizoen 2016/17 de Europese voetbalclub met de meeste toeschouwers per thuiswedstrijd. Gemiddeld 79.653 fans bevolkten het stadion van de Duitse Bundesligaclub. Dortmund voerde daarmee de Europese ranglijst aan, zo becijferde de Franse sportkrant L'Equipe, en versloeg het beroemde stadion Camp Nou van FC Barcelona. Daar zaten gemiddeld 77.572 toeschouwers op de tribunes bij thuiswedstrijden. Het Old Trafford van Manchester United volgde op plaats drie met 75.290 toeschouwers.
Op 11 april 2017 werd er voor de Champions League-wedstrijd tegen AS Monaco een aanslag gepleegd op de spelersbus van Borussia Dortmund. Hierbij vielen er twee gewonden waaronder een politieagent en de verdediger Marc Bartra, er vielen geen dodelijke slachtoffers. Het motief voor de aanslag was het speculeren op een koersval van de aandelen uit geldgewin. De Russische verdachte Sergej V. zal terechtstaan voor 28-voudige moordpoging op de spelers. De wedstrijd werd één dag uitgesteld.
Borussia Dortmund sloot het seizoen 2016/17 succesvol af door op zaterdag 27 mei de DFB-Pokal te winnen. In de finale, gespeeld in het Olympisch Stadion in Berlijn, won de ploeg met 2-1 van Eintracht Frankfurt. Drie dagen later echter werd coach Thomas Tuchel ontslagen. Enkele onenigheden met het bestuur en sommige spelers zouden aan de basis van het ontslag hebben gelegen. Hij werd opgevolgd door Peter Bosz, die overkwam van AFC Ajax, met wie hij kort daarvoor in de finale van de UEFA Europa League had gestaan. Bosz had nog een contract tot de zomer van 2019 bij Ajax, maar dat werd afgekocht door de kapitaalkrachtige Duitse club. Naar verluidt zou daarmee een bedrag van enkele miljoenen euro's zijn gemoeid. Bosz zelf zou een slordige 4 miljoen per jaar gaan verdienen in Dortmund. De eerste keuze, de Zwitserse trainer Lucien Favre van OGC Nice, bleek onhaalbaar, aangezien zijn club hem niet wilde laten gaan en de trainer zelf dat respecteerde.
Dortmund roerde zich flink op de transfermarkt na afloop van het seizoen 2016/17. Achtereenvolgens Ömer Toprak (Bayer Leverkusen), Mahmoud Dahoud (Borussia Mönchengladbach), Dan-Axel Zagadou (Paris Saint-Germain) en Maximilian Philipp (SC Freiburg) werden gehaald. Borussia Dortmund bleef de eerste zeven competitieduels in het seizoen 2017/18 ongeslagen en stond de eerste weken bovenaan, maar dit werd gevolgd door acht competitieduels zonder overwinning. In de derby tegen Schalke 04 op 25 november 2017 had Dortmund een 4–0 voorsprong bij rust, maar het duel eindigde in een 4–4 gelijkspel. Ook in de Champions League werden niet de gewensten resultaten gehaald. Dortmund pakte slechts twee punten, in de duels met APOEL Nicosia. Na het verlies tegen Werder Bremen op 9 december 2017 werd Bosz ontslagen als trainer en opgevolgd door Peter Stöger. Met hem plaatste Dortmund zich door een verschil in doelsaldo ten koste van Bayer Leverkusen voor de Champions League. In de Europa League werd Dortmund in de achtste finale uitgeschakeld door Red Bull Salzburg en in de DFB-Pokal in dezelfde ronde tegen Bayern München. Tegen dat laatste team werd in de competitie op 31 maart 2018 met 6–0 verloren.
In mei 2018 werd Lucien Favre aangesteld als nieuwe trainer van Borussia Dortmund. In de zomer van 2018 werden Axel Witsel (Tianjin Tianhai), Paco Alcácer (FC Barcelona) en Achraf Hakimi (Real Madrid) toegevoegd aan de selectie. De laatste twee spelers werden gehuurd. In het gehele seizoen 2018/19 deed Borussia Dortmund met Bayern München mee om de titel. Tot en met februari 2019 verloor Dortmund slechts één wedstrijd, tegen Fortuna Düsseldorf. Na een 5–0 verlies tegen Bayern op 6 april moest Dortmund de eerste plaats echter aan Bayern laten. Het lukte Dortmund in de resterende wedstrijden niet om deze plek te heroveren. In zowel de Champions League (4–0 tegen Tottenham Hotspur) als de DFB-Pokal (na een strafschoppenreeks tegen Werder Bremen) was de achtste finale het eindstation. In de zomer van 2019 versterkte Borussia Dortmund zich met Julian Brandt, Thorgan Hazard, Nico Schulz en Mats Hummels. In dezelfde zomer werd de DFL-Supercup gewonnen door Bayern München met 2–0 te verslaan. In de winter tekende ook Erling Braut Håland voor Dortmund. Hij scoorde dertien doelpunten in vijftien competitieduels en hielp Dortmund hiermee naar de tweede plek in de competitie. In de achtste finale van de Champions League bleek Paris Saint-Germain te sterk en voor het derde seizoen op rij werd Dortmund in de achtste finale van de DFB-Pokal uitgeschakeld, voor het tweede seizoen op rij door Werder Bremen.

In mei 2024 heeft Borussia Dortmund zich voor de vierde keer een plekje in de champions league finale weten te bemachtigen. Real Madrid heeft de finale op Wembley gewonnen.

## Erelijst
| Internationaal                           |    |                                                |
| Intercontinental Cup                     | 1x | 1997                                           |
| UEFA Champions League                    | 1x | 1997                                           |
| European Cup Winners' Cup                | 1x | 1966                                           |
| Nationaal                                |    |                                                |
| Deutsche Fußballmeisterschaft/Bundesliga | 8x | 1956, 1957, 1963, 1995, 1996, 2002, 2011, 2012 |
| DFB-Pokal                                | 5x | 1965, 1989, 2012, 2017, 2021                   |
| DFB-Supercup/DFL-Supercup                | 7x | 1989, 1995, 1996, 2008, 2013, 2014, 2019       |
| DFB-Hallenpokal                          | 4x | 1990, 1991, 1992, 1999                         |

## Clubcultuur

### Supporters en rivaliteit
Het eerste elftal van de club werkt zijn wedstrijden af in het Signal Iduna Park. Dortmund behoort sinds jaar en dag tot de voetbalclubs met de hoogste toeschouwersgemiddelden. In het Bundesliga-seizoen 2015/2016 vestigde Borussia Dortmund een record door 1.380.023 toeschouwers (gemiddeld 81.178 per wedstrijd) te trekken. Sinds het seizoen 1998/1999 is Borussia Dortmund de Bundesliga-club met het hoogste gemiddelde aantal toeschouwers. Per jaar verkoopt de club 55.000 seizoenskaarten. Borussia Dortmund telt bijna 900 officiële fanclubs. Bij deze fanclubs uit binnen- en buitenland zijn zo'n 60.000 fans aangesloten. Ultra-groeperingen zijn The Unity, Desperados en Jubos Dortmund. Deze staan zeker op de Gelbe Wand. Dat is de grootste staantribune van Europa en er kan zo’n 24.454 supporters op. Dus de staantribune vult ongeveer 37% van het stadion op.
Het officiële clublied van Borussia Dortmund is 'Wir halten fest und treu samen' uit 1934. Duidelijk bekender dan het clublied is het lied 'Heja BVB'. Dit lied wordt kort voor aanvang van iedere thuiswedstrijd geïntoneerd. Andere liederen die bij elke thuiswedstrijd ten gehore worden gebracht zijn de triomfmars uit Aïda en You'll Never Walk Alone.
De aartsrivaal van Borussia Dortmund is Schalke 04. Daarnaast bestaat er sinds enkele jaren een rivaliteit met FC Bayern München. De actieve aanhang van Borussia Dortmund boycot al sinds het seizoen 2016/2017 de uitwedstrijd van hun club bij RB Leipzig. Ook bij het eerste bezoek van de club uit Leipzig aan het Signal Iduna Park maakte de aanhang van Borussia Dortmund hun afkeer van de in 2009 opgerichte club kenbaar. Supporters van RB Leipzig werden door aanhangers van BVB met flessen en stenen bekogeld en op de wereldberoemde Südtribüne waren talloze plakkaten te zien. De Duitse voetbalbond oordeelde dat supporters van Borussia Dortmund de club uit Leipzig met spreekkoren en spandoeken op ontoelaatbare wijze hadden beledigd. Als straf legde de DFB de club uit Dortmund een geldboete van 100.000 euro op én werd de Südtribune voor één competitieduel gesloten. 

## Sponsoring
Sinds het seizoen 2006/2007 is Evonik hoofdsponsor van Borussia Dortmund. Deze overeenkomst werd in februari 2012 verlengd tot 30 juni 2016. Het eerdere contract liep tot midden 2013. Op de borst van de BVB-spelers prijkte in de overgangsperiode tot aan de bekendmaking van de naam Evonik in september 2007 alleen een uitroepteken van de kunstenaar Otmar Alt. Naar aanleiding van de nieuwe naam voor de afgescheiden tak van RAG Aktiengesellschaft in Evonik werden aan de meer dan 50.000 seizoenkaarthouders in het seizoen 2007/2008 gratis voetbalshirts (thuisshirts) met het Evonik-logo uitgedeeld. Op 17 mei 2011 schonk Evonik in het kader van een benefietwedstrijd tussen Borussia Dortmund en een Japanse selectie één miljoen euro aan een kinderziekenhuis in het aardbevingsgebied in Tohoku/Ichinosekishi, dat tijdens de Tōhoku-aardbeving in 2011 verwoest was.
| Periode   | Kledingsponsor | Shirtsponsor     |
| --------- | -------------- | ---------------- |
| 1974-1976 | adidas         | /                |
| 1976-1978 | adidas         | Samson           |
| 1978-1980 | adidas         | Prestolith       |
| 1980-1983 | adidas         | UHU              |
| 1983-1986 | adidas         | Arctic           |
| 1986-1990 | adidas         | Die Continentale |
| 1990-1997 | Nike           | Die Continentale |
| 1997-2000 | Nike           | s.Oliver         |
| 2000-2006 | Goool.de       | E.ON             |
| 2004-2006 | Nike           | E.ON             |
| 2006-2007 | Nike           | /                |
| 2007-2009 | Nike           | Evonik           |
| 2009-2012 | Kappa          | Evonik           |
| 2012-2020 | Puma           | Evonik           |
| 2020-2025 | Puma           | 1&1 Ionos        |
| 2025-     | Puma           | Vodafone         |

## Eerste elftal

### Selectie 2024/25
| Nr.           | Naam                | Sinds      | Contract   | Vorige club               |
| Doelmannen    | Doelmannen          | Doelmannen | Doelmannen | Doelmannen                |
| ------------- | ------------------- | ---------- | ---------- | ------------------------- |
| 1             | Gregor Kobel        | 2021       | 2028       | VfB Stuttgart             |
| 31            | Silas Ostrzinski    | 2025       | 2025       |                           |
| 33            | Alexander Meyer     | 2022       | 2026       | Jahn Regensburg           |
| 35            | Marcel Lotka        | 2022       | 2025       | Hertha BSC                |
| Verdedigers   |                     |            |            |                           |
| 2             | Yan Couto           | 2024       | 2025       | Manchester City (gehuurd) |
| 3             | Waldemar Anton      | 2024       | 2028       | VfB Stuttgart             |
| 4             | Nico Schlotterbeck  | 2022       | 2027       | SC Freiburg               |
| 5             | Ramy Bensebaini     | 2023       | 2027       | Borussia Mönchengladbach  |
| 24            | Daniel Svensson     | 2025       | 2025       | Nordsjælland (gehuurd)    |
| 25            | Niklas Süle         | 2022       | 2026       | Bayern München            |
| 26            | Julian Ryerson      | 2023       | 2026       | 1. FC Union Berlin        |
| 39            | Filippo Mané        | 2024       | 2028       |                           |
| 42            | Almugera Kabar      | 2022       | 2026       |                           |
| Middenvelders |                     |            |            |                           |
| 6             | Salih Özcan         | 2022       | 2026       | Köln                      |
| 7             | Giovanni Reyna      | 2020       | 2026       | Nottingham Forest         |
| 8             | Felix Nmecha        | 2023       | 2028       | VfL Wolfsburg             |
| 10            | Julian Brandt       | 2019       | 2026       | Bayer Leverkusen          |
| 13            | Pascal Groß         | 2024       | 2026       | Brighton & Hove Albion    |
| 17            | Carney Chukwuemeka  | 2025       | 2025       | Chelsea (gehuurd)         |
| 20            | Marcel Sabitzer     | 2023       | 2027       | Bayern München            |
| 23            | Emre Can            | 2020       | 2026       | Juventus                  |
| 38            | Kjell Wätjen        | 2024       | 2028       |                           |
| Aanvallers    |                     |            |            |                           |
| 9             | Serhou Guirassy     | 2024       | 2028       | VfB Stuttgart             |
| 14            | Maximilian Beier    | 2024       | 2029       | 1899 Hoffenheim           |
| 16            | Julien Duranville   | 2023       |            | Anderlecht                |
| 27            | Karim Adeyemi       | 2022       | 2027       | Red Bull Salzburg         |
| 37            | Cole Campbell       | 2024       | 2028       |                           |
| 43            | Jamie Bynoe-Gittens | 2022       | 2028       |                           |

Laatste update: 06 februari 2025

### Staf 2024/25
| Naam                  | Nationaliteit | Functie           | Sinds | Contract | Vorige club   |
| --------------------- | ------------- | ----------------- | ----- | -------- | ------------- |
| Technische Staf       |               |                   |       |          |               |
| vacant                |               | Hoofdtrainer      | 2025  |          |               |
| Sven Bender           | Duitsland     | Assistent-trainer | 2024  | 2025     | Duitsland –17 |
| Sebastian Geppert     | Duitsland     | Assistent-trainer | 2022  | 2025     |               |
| Matthias Kleinsteiber | Duitsland     | Keeperstrainer    | 2017  |          |               |

Laatste update: 22 januari 2025

## Overige elftallen

### Borussia Dortmund II
Borussia Dortmund II is het tweede elftal van de Duitse voetbalclub Borussia Dortmund uit Dortmund. Het team speelt in de 3. Liga, de op twee na hoogste voetbalcompetitie in Duitsland. Borussia Dortmund II speelt haar thuiswedstrijden in het Stadion Rote Erde, dat een capaciteit van 25.000 plaatsen heeft. Net als het eerste elftal van Borussia Dortmund speelt het in de clubkleuren geel en zwart. Borussia Dortmund II werd in 2012 kampioen in de Regionalliga West waardoor het promoveerde naar de 3. Liga. In 2015 degradeerde Borussia Dortmund II weer naar de Regionalliga West. In 2021 promoveerde de ploeg naar de 3. Liga.

## Overzichtslijsten
| Niveau | Aantal | Periode (1947-2026)  |
| ------ | ------ | -------------------- |
| I      | 75     | 1947-1972, 1976-.... |
| II     | 4      | 1972-1976            |

### Eindklasseringen sinds 1964
- 1964 4e
Bundesliga
- 1965 3e
Bundesliga
- 1966 2e
Bundesliga
- 1967 3e
Bundesliga
- 1968 14e
Bundesliga
- 1969 16e
Bundesliga
- 1970 5e
Bundesliga
- 1971 13e
Bundesliga
- 1972 17e
Bundesliga
- 1973 4e
Regionalliga
- 1974 6e
Regionalliga
- 1975 6e
2. Bundesliga
- 1976 2e
2. Bundesliga
- 1977 8e
Bundesliga
- 1978 11e
Bundesliga
- 1979 12e
Bundesliga
- 1980 6e
Bundesliga
- 1981 7e
Bundesliga
- 1982 6e
Bundesliga
- 1983 7e
Bundesliga
- 1984 13e
Bundesliga
- 1985 14e
Bundesliga
- 1986 16e
Bundesliga
- 1987 4e
Bundesliga
- 1988 13e
Bundesliga
- 1989 7e
Bundesliga
- 1990 4e
Bundesliga
- 1991 10e
Bundesliga
- 1992 2e
Bundesliga
- 1993 4e
Bundesliga
- 1994 4e
Bundesliga
- 1995 1e
Bundesliga
- 1996 1e
Bundesliga
- 1997 3e
Bundesliga
- 1998 10e
Bundesliga
- 1999 4e
Bundesliga
- 2000 11e
Bundesliga
- 2001 3e
Bundesliga
- 2002 1e
Bundesliga
- 2003 3e
Bundesliga
- 2004 6e
Bundesliga
- 2005 7e
Bundesliga
- 2006 7e
Bundesliga
- 2007 9e
Bundesliga
- 2008 13e
Bundesliga
- 2009 6e
Bundesliga
- 2010 5e
Bundesliga
- 2011 1e
Bundesliga
- 2012 1e
Bundesliga
- 2013 2e
Bundesliga
- 2014 2e
Bundesliga
- 2015 7e
Bundesliga
- 2016 2e
Bundesliga
- 2017 3e
Bundesliga
- 2018 4e
Bundesliga
- 2019 2e
Bundesliga
- 2020 2e
Bundesliga
- 2021 3e
Bundesliga
- 2022 2e
Bundesliga
- 2023 2e
Bundesliga
- 2024 5e
Bundesliga
- 2025 4e
Bundesliga

- Niveau 1
- Niveau 2

| Legenda niveautijdlijn | Legenda niveautijdlijn      | Legenda niveautijdlijn      | Legenda niveautijdlijn      | Legenda niveautijdlijn    | Legenda niveautijdlijn |
| Liga                   | Seizoen 1963/64 t/m 1973/74 | Seizoen 1974/75 t/m 1993/94 | Seizoen 1994/95 t/m 2007/08 | Seizoen 2008/09 tot heden | Opmerking              |
| ---------------------- | --------------------------- | --------------------------- | --------------------------- | ------------------------- | ---------------------- |
| Bundesliga             | Niveau I                    | Niveau I                    | Niveau I                    | Niveau I                  |                        |
| 2. Bundesliga          | --                          | Niveau II                   | Niveau II                   | Niveau II                 |                        |
| 3. Liga                | --                          | --                          | --                          | Niveau III                |                        |
| Regionalliga           | Niveau II                   | --                          | Niveau III                  | Niveau IV                 |                        |
| Oberliga               | --                          | Niveau III *                | Niveau IV                   | Niveau V                  | * vanaf 1978/79        |

### Resultaten
| Seizoen | Niv. | Pos. | Liga               | Winst | Gelijk | Verlies | Doelsaldo | Punten | Tsch.gem. | Topscorer                                          | DFB-Pokal    | Opmerkingen                                                       |
| ------- | ---- | ---- | ------------------ | ----- | ------ | ------- | --------- | ------ | --------- | -------------------------------------------------- | ------------ | ----------------------------------------------------------------- |
| 1947/48 | I    | 1    | Oberliga West      | 17    | 2      | 5       | 62-22     | 36     | 24.400    | August Lenz (20)                                   | --           | Halve finale Bezirkskampioenschap                                 |
| 1948/49 | I    | 1    | Oberliga West      | 17    | 4      | 3       | 79-30     | 38     | 21.900    | Alfred Preißler (25)                               | --           | Finale Duits kampioenschap tegen VfR Mannheim 2-3 nv              |
| 1949/50 | I    | 1    | Oberliga West      | 20    | 3      | 7       | 76-36     | 43     | 19.000    | Alfred Preißler (24)                               | --           | 8e finale Duits kampioenschap                                     |
| 1950/51 | I    | 3    | Oberliga West      | 14    | 11     | 5       | 52-36     | 39     | 20.000    | Josef Linneweber (21)                              | --           |                                                                   |
| 1951/52 | I    | 4    | Oberliga West      | 13    | 8      | 9       | 79-53     | 34     | 19.200    | Alfred Niepieklo (19)                              | --           |                                                                   |
| 1952/53 | I    | 1    | Oberliga West      | 20    | 6      | 4       | 87-36     | 46     | 22.600    | Alfred Niepieklo / Franz Farke (17)                | 1e ronde     | 2e in Groep 2 Duits kampioenschap                                 |
| 1953/54 | I    | 5    | Oberliga West      | 14    | 4      | 12      | 69-58     | 32     | 19.700    | Alfred Niepieklo (15)                              | --           |                                                                   |
| 1954/55 | I    | 5    | Oberliga West      | 12    | 6      | 12      | 63-57     | 30     | 11.600    | Alfred Preißler (18)                               | --           |                                                                   |
| 1955/56 | I    | 1    | Oberliga West      | 20    | 5      | 5       | 78-36     | 45     | 17.900    | Alfred Niepieklo (24)                              | --           | Finale Duits kampioenschap tegen Karlsruher SC 4-2                |
| 1956/57 | I    | 1    | Oberliga West      | 17    | 7      | 6       | 73-33     | 41     | 18.900    | Alfred Kelbassa (30)                               | --           | Finale Duits kampioenschap tegen Hamburger SV 4-1                 |
| 1957/58 | I    | 5    | Oberliga West      | 14    | 7      | 9       | 67-44     | 35     | 16.700    | Alfred Kelbassa (24)                               | --           |                                                                   |
| 1958/59 | I    | 5    | Oberliga West      | 15    | 5      | 10      | 59-47     | 35     | 20.900    | Aki Schmidt (12)                                   | --           |                                                                   |
| 1959/60 | I    | 3    | Oberliga West      | 14    | 7      | 9       | 81-62     | 35     | 19.200    | Jürgen Schütz (31)                                 | --           |                                                                   |
| 1960/61 | I    | 2    | Oberliga West      | 15    | 9      | 6       | 70-46     | 39     | 21.900    | Jürgen Schütz (27)                                 | Finale       | Finale Duits kampioenschap tegen 1. FC Nürnberg 0-3               |
| 1961/62 | I    | 8    | Oberliga West      | 12    | 8      | 10      | 67-51     | 32     | 15.900    | Jürgen Schütz (20)                                 | --           |                                                                   |
| 1962/63 | I    | 2    | Oberliga West      | 19    | 2      | 9       | 77-39     | 40     | 26.700    | Jürgen Schütz (25)                                 | Finale       | Finale Duits kampioenschap tegen 1. FC Köln 3-1                   |
| 1963/64 | I    | 4    | Bundesliga         | 14    | 5      | 11      | 73-57     | 33     | 22.113    | Friedhelm Konietzka (20)                           | 1e ronde     |                                                                   |
| 1964/65 | I    | 3    | Bundesliga         | 15    | 6      | 9       | 67-48     | 36     | 24.078    | Friedhelm Konietzka (22)                           | Winnaar      |                                                                   |
| 1965/66 | I    | 2    | Bundesliga         | 19    | 9      | 6       | 70-36     | 47     | 24.906    | Lothar Emmerich (31)                               | Q-ronde      |                                                                   |
| 1966/67 | I    | 3    | Bundesliga         | 15    | 9      | 10      | 70-41     | 39     | 26.104    | Lothar Emmerich (28)                               | 1e ronde     |                                                                   |
| 1967/68 | I    | 14   | Bundesliga         | 12    | 7      | 15      | 60-59     | 31     | 21.882    | Lothar Emmerich (18)                               | halve finale |                                                                   |
| 1968/69 | I    | 16   | Bundesliga         | 11    | 8      | 15      | 49-54     | 30     | 22.824    | Lothar Emmerich (12)                               | 1e ronde     |                                                                   |
| 1969/70 | I    | 5    | Bundesliga         | 14    | 8      | 12      | 60-67     | 36     | 19.412    | Werner Weist (20)                                  | 2e ronde     |                                                                   |
| 1970/71 | I    | 13   | Bundesliga         | 10    | 9      | 15      | 54-60     | 29     | 20.000    | Dieter Weinkauff (8)                               | 2e ronde     |                                                                   |
| 1971/72 | I    | 17   | Bundesliga         | 6     | 8      | 20      | 34-83     | 20     | 18.118    | Jürgen Schütz (11)                                 | 1e ronde     |                                                                   |
| 1972/73 | II   | 4    | Regionalliga West  | 16    | 9      | 9       | 77-45     | 41     | 10.600    | Horst Bertl (17)                                   | --           |                                                                   |
| 1973/74 | II   | 6    | Regionalliga West  | 15    | 7      | 12      | 63-50     | 37     | 8.900     | Burghard Segler (20)                               | 1e ronde     |                                                                   |
| 1974/75 | II   | 6    | 2. Bundesliga-Nord | 17    | 12     | 9       | 65-44     | 46     | 24.916    | Burghard Segler (14)                               | halve finale |                                                                   |
| 1975/76 | II   | 2    | 2. Bundesliga-Nord | 22    | 8      | 8       | 93-37     | 52     | 26.216    | Hans-Werner Hartl (18)                             | 2e ronde     | PD-wedstr: 1. FC Nürnberg 1-0(U), 3-2(T)                          |
| 1976/77 | I    | 8    | Bundesliga         | 12    | 10     | 12      | 73-64     | 34     | 43.282    | Manfred Burgsmüller (14)                           | 3e ronde     |                                                                   |
| 1977/78 | I    | 11   | Bundesliga         | 14    | 5      | 15      | 57-71     | 33     | 37.843    | Manfred Burgsmüller (20)                           | 2e ronde     |                                                                   |
| 1978/79 | I    | 12   | Bundesliga         | 10    | 11     | 13      | 54-70     | 31     | 29.247    | Manfred Burgsmüller (15)                           | 8e finale    |                                                                   |
| 1979/80 | I    | 6    | Bundesliga         | 14    | 8      | 12      | 64-56     | 36     | 34.584    | Manfred Burgsmüller (20)                           | halve finale |                                                                   |
| 1980/81 | I    | 7    | Bundesliga         | 13    | 9      | 12      | 69-59     | 35     | 34.394    | Manfred Burgsmüller (27)                           | 3e ronde     |                                                                   |
| 1981/82 | I    | 6    | Bundesliga         | 18    | 5      | 11      | 59-40     | 41     | 28.706    | Manfred Burgsmüller (22)                           | 3e ronde     |                                                                   |
| 1982/83 | I    | 7    | Bundesliga         | 16    | 7      | 11      | 78-62     | 39     | 27.347    | Rüdiger Abramczik (16)                             | halve finale |                                                                   |
| 1983/84 | I    | 13   | Bundesliga         | 11    | 8      | 15      | 54-65     | 30     | 22.147    | Bernd Klotz / Erdal Keser (9)                      | 1e ronde     |                                                                   |
| 1984/85 | I    | 14   | Bundesliga         | 13    | 4      | 17      | 51-65     | 30     | 26.029    | Michael Zorc (8)                                   | 2e ronde     |                                                                   |
| 1985/86 | I    | 16   | Bundesliga         | 10    | 8      | 6       | 49-65     | 28     | 24.294    | Jürgen Wegmann (14)                                | halve finale | PD-wedstr: SC Fortuna Köln 0-2(U), 3-1(T), 8-0 (BW in Düsseldorf) |
| 1986/87 | I    | 4    | Bundesliga         | 15    | 10     | 9       | 70-50     | 40     | 34.584    | Norbert Dickel (20)                                | 2e ronde     |                                                                   |
| 1987/88 | I    | 13   | Bundesliga         | 9     | 11     | 14      | 51-54     | 29     | 29.424    | Michael Zorc (13)                                  | 8e finale    |                                                                   |
| 1988/89 | I    | 7    | Bundesliga         | 12    | 13     | 9       | 56-40     | 37     | 30.572    | Norbert Dickel (12)                                | Winnaar      |                                                                   |
| 1989/90 | I    | 4    | Bundesliga         | 15    | 11     | 8       | 51-35     | 41     | 37.173    | Andreas Möller / Michael Zorc (10)                 | 2e ronde     |                                                                   |
| 1990/91 | I    | 10   | Bundesliga         | 10    | 14     | 10      | 46-57     | 34     | 35.923    | Michael Rummenigge (8)                             | 1e ronde     |                                                                   |
| 1991/92 | I    | 2    | Bundesliga         | 20    | 12     | 6       | 66-47     | 52     | 44.355    | Stéphane Chapuisat (20)                            | 3e ronde     |                                                                   |
| 1992/93 | I    | 4    | Bundesliga         | 18    | 5      | 7       | 61-43     | 41     | 40.957    | Stéphane Chapuisat (15)                            | 8e finale    |                                                                   |
| 1993/94 | I    | 4    | Bundesliga         | 15    | 9      | 10      | 49-45     | 39     | 42.074    | Stéphane Chapuisat (17)                            | 2e ronde     |                                                                   |
| 1994/95 | I    | 1    | Bundesliga         | 20    | 9      | 5       | 67-33     | 49     | 42.784    | Michael Zorc (15)                                  | 2e ronde     |                                                                   |
| 1995/96 | I    | 1    | Bundesliga         | 19    | 11     | 4       | 76-38     | 68     | 43.994    | Michael Zorc (15)                                  | kwartfinale  |                                                                   |
| 1996/97 | I    | 3    | Bundesliga         | 19    | 6      | 9       | 63-41     | 63     | 53.082    | Stéphane Chapuisat (13)                            | 1e ronde     |                                                                   |
| 1997/98 | I    | 10   | Bundesliga         | 11    | 10     | 13      | 57-55     | 43     | 54.206    | Stéphane Chapuisat (14)                            | 8e finale    |                                                                   |
| 1998/99 | I    | 4    | Bundesliga         | 16    | 9      | 9       | 48-34     | 57     | 65.494    | Stéphane Chapuisat (8)                             | 8e finale    |                                                                   |
| 1999/00 | I    | 11   | Bundesliga         | 9     | 13     | 12      | 41-38     | 40     | 64.641    | Fredi Bobic (7)                                    | 3e ronde     |                                                                   |
| 2000/01 | I    | 3    | Bundesliga         | 16    | 10     | 8       | 62-42     | 58     | 63.729    | Fredi Bobic (10)                                   | 2e ronde     |                                                                   |
| 2001/02 | I    | 1    | Bundesliga         | 21    | 7      | 6       | 62-33     | 70     | 66.171    | Márcio Amoroso (18)                                | 2e ronde     |                                                                   |
| 2002/03 | I    | 3    | Bundesliga         | 15    | 13     | 6       | 51-27     | 58     | 67.858    | Jan Koller (13)                                    | 2e ronde     |                                                                   |
| 2003/04 | I    | 6    | Bundesliga         | 16    | 7      | 11      | 59-48     | 55     | 79.618    | Ewerthon / Jan Koller (16)                         | 2e ronde     | Finale Ligapokal > Hamburger SV 2-4                               |
| 2004/05 | I    | 7    | Bundesliga         | 15    | 10     | 9       | 47-44     | 55     | 77.235    | Jan Koller (15)                                    | 3e ronde     |                                                                   |
| 2005/06 | I    | 7    | Bundesliga         | 11    | 13     | 10      | 45-42     | 46     | 72.808    | Euzebiusz Smolarek (13)                            | 1e ronde     |                                                                   |
| 2006/07 | I    | 9    | Bundesliga         | 12    | 8      | 14      | 41-43     | 44     | 72.652    | Alexander Frei (16)                                | 2e ronde     |                                                                   |
| 2007/08 | I    | 13   | Bundesliga         | 10    | 10     | 14      | 50-62     | 40     | 72.510    | Mladen Petrić (18)                                 | Finale       |                                                                   |
| 2008/09 | I    | 6    | Bundesliga         | 15    | 14     | 5       | 60-37     | 59     | 74.851    | Alexander Frei (12)                                | 8e finale    |                                                                   |
| 2009/10 | I    | 5    | Bundesliga         | 16    | 9      | 9       | 54-42     | 57     | 77.246    | Lucas Barrios (19)                                 | 3e ronde     |                                                                   |
| 2010/11 | I    | 1    | Bundesliga         | 23    | 6      | 5       | 67-22     | 75     | 79.151    | Lucas Barrios (16)                                 | 2e ronde     |                                                                   |
| 2011/12 | I    | 1    | Bundesliga         | 25    | 6      | 3       | 80-25     | 81     | 80.521    | Robert Lewandowski (22)                            | Winnaar      |                                                                   |
| 2012/13 | I    | 2    | Bundesliga         | 19    | 9      | 6       | 81-42     | 66     | 80.520    | Robert Lewandowski (24)                            | kwartfinale  |                                                                   |
| 2013/14 | I    | 2    | Bundesliga         | 22    | 5      | 7       | 80-38     | 71     | 80.297    | Robert Lewandowski (20)                            | Finale       |                                                                   |
| 2014/15 | I    | 7    | Bundesliga         | 13    | 7      | 14      | 47-42     | 46     | 80.463    | Pierre-Emerick Aubameyang (16)                     | Finale       |                                                                   |
| 2015/16 | I    | 2    | Bundesliga         | 24    | 6      | 4       | 82-34     | 78     | 81.178    | Pierre-Emerick Aubameyang (25)                     | Finale       |                                                                   |
| 2016/17 | I    | 3    | Bundesliga         | 18    | 10     | 6       | 72-40     | 64     | 79.653    | Pierre-Emerick Aubameyang (31)                     | Winnaar      |                                                                   |
| 2017/18 | I    | 4    | Bundesliga         | 15    | 10     | 9       | 64-47     | 55     | 79.496    | Pierre-Emerick Aubameyang (17)                     | 8e finale    |                                                                   |
| 2018/19 | I    | 2    | Bundesliga         | 21    | 7      | 4       | 81-44     | 76     | 80.820    | Paco Alcácer (18)                                  | 8e finale    |                                                                   |
| 2019/20 | I    | 2    | Bundesliga         | 21    | 6      | 7       | 84-41     | 69     | 57.297    | Jadon Sancho (17)                                  | 8e finale    |                                                                   |
| 2020/21 | I    | 3    | Bundesliga         | 20    | 4      | 10      | 75-46     | 64     | --        | Erling Braut Håland (27)                           | Winnaar      |                                                                   |
| 2021/22 | I    | 2    | Bundesliga         | 22    | 3      | 9       | 85-52     | 69     | 41.819    | Erling Braut Håland (22)                           | 8e finale    |                                                                   |
| 2022/23 | I    | 2    | Bundesliga         | 22    | 5      | 7       | 83-44     | 71     | 81.228    | Julian Brandt, Sébastien Haller, Donyell Malen (9) | kwartfinale  |                                                                   |
| 2023/24 | I    | 5    | Bundesliga         | 18    | 9      | 7       | 68-43     | 63     | 81.305    | Donyell Malen (13)                                 | 8e finale    |                                                                   |
| 2024/25 | I    | 4    | Bundesliga         | 17    | 6      | 11      | 71-51     | 57     | 81.365    | Serhou Yadaly Guirassy (21)                        | 2e ronde     |                                                                   |

### Borussia Dortmund in Europa
Borussia Dortmund speelt sinds 1956 in diverse Europese competities. Hieronder staan de competities en in welke seizoenen de club deelnam. De edities die Borussia Dortmund heeft gewonnen zijn dik gedrukt. Borussia kruiste het vaakst de degens met Real Madrid CF (7 keer). Real toonde zich meestal de sterkere met uitzondering van het seizoen 2012/2013. Toen versloeg Borussia de Madrilenen zowel in de groep als later in de halve finale, beide keren met een totaalscore van 4-3.
- Champions League (21x)

1995/96, 1996/97, 1997/98, 1999/00, 2001/02, 2002/03, 2003/04, 2011/12, 2012/13, 2013/14, 2014/15, 2016/17, 2017/18, 2018/19, 2019/20, 2020/21, 2021/22, 2022/23, 2023/24, 2024/25, 2025/26
- Europacup I (3x)

1956/57, 1957/58, 1963/64
- Europa League (4x)

2010/11, 2015/16, 2017/18, 2021/22
- Europacup II (3x)

1965/66, 1966/67, 1989/90
- UEFA Cup (10x)

1982/83, 1987/88, 1990/91, 1992/93, 1993/94, 1994/95, 1999/00, 2001/02, 2003/04, 2008/09
- Super Cup (1x)

1997
- Jaarbeursstedenbeker (1x)

1964/65
Bijzonderheden Europese competities:
| Bijzonderheid                 | Datum      | Tegenstander         | Uitslag | Plaats   | Naam          | Aantal |
| ----------------------------- | ---------- | -------------------- | ------- | -------- | ------------- | ------ |
| Hoogste overwinning           | 10-10-1965 | Floriana FC          | 8-0     | Dortmund |               |        |
| Hoogste nederlaag             | 11-11-1964 | Manchester United FC | 6-1     | Dortmund |               |        |
|                               | 09-12-1987 | Club Brugge          | 0-5 nv  | Brugge   |               |        |
| Speler met meeste wedstrijden | 27-11-2003 |                      |         |          | Stefan Reuter | 85     |
| Speler met meeste doelpunten  | 13-03-2024 |                      |         |          | Marco Reus    | 33     |

UEFA Club Ranking: 8 (07-07-2025)

### Borussia Dortmund in de Wereldbeker
Borussia Dortmund kwam eenmalig uit in de strijd om de wereldbeker. Als Champions League-winnaar 1997 speelde de Borussen op 2 december 1997 in Tokio tegen het Braziliaanse Cruzeiro. Borussia pakte de beker door een 2-0 overwinning. De doelpunten werden gescoord door Michael Zorc en Heiko Herrlich. De Nederlander Harry Decheiver viel in de 75e minuut in.

## Records & Statistieken
Top-5 meest gespeelde wedstrijden
| Nr. | Naam               | Land      | Positie      | Periode               | Aantal |
| --- | ------------------ | --------- | ------------ | --------------------- | ------ |
| 1.  | Michael Zorc       | Duitsland | Middenvelder | 1978-1998             | 572    |
| 2.  | Mats Hummels       | Duitsland | Verdediger   | 2008-2016 / 2019-2024 | 508    |
| 3.  | Roman Weidenfeller | Duitsland | Doelman      | 2002-2018             | 453    |
| 4.  | Marco Reus         | Duitsland | Middenvelder | 2012-2024             | 429    |
| 5.  | Stefan Reuter      | Duitsland | Verdediger   | 1992-2004             | 421    |

Top-5 doelpuntenmakers
| Nr. | Naam                 | Land                  | Periode   | Aantal |
| --- | -------------------- | --------------------- | --------- | ------ |
| 1.  | Adi Preißler†        | Duitsland             | 1947-1959 | 177    |
| 2.  | Marco Reus           | Duitsland             | 2012-2024 | 170    |
| 3.  | Michael Zorc         | Duitsland             | 1978-1998 | 159    |
| 4.  | Manfred Burgsmüller† | Duitsland             | 1976-1983 | 158    |
| 5.  | Timo Konietzka†      | Duitsland Zwitserland | 1958-1965 | 155    |

stand: 04-08-2025

## Bekende (oud-)Borussen

### Spelers
- Torsten Frings
- Dennis Gentenaar
- Mario Götze
- İlkay Gündoğan
- Thorgan Hazard
- Mats Hummels
- Shinji Kagawa
- Sebastian Kehl
- Jens Lehmann
- Robert Lewandowski
- Donyell Malen
- Thomas Meunier
- Marco Reus
- Nuri Şahin
- Marcel Schmelzer
- Ebi Smolarek
- Roman Weidenfeller
- Axel Witsel

### Trainers
- Peter Bosz
- Lucien Favre
- Ottmar Hitzfeld
- Jürgen Klopp
- Horst Köppel
- Bert van Marwijk
- Marco Rose
- Matthias Sammer
- Edin Terzić
- Thomas Tuchel